# Phaonia imitatrix
Phaonia imitatrix este o specie de muște din genul Phaonia, familia Muscidae, descrisă de Malloch în anul 1919. Conform Catalogue of Life specia Phaonia imitatrix nu are subspecii cunoscute.